# Kity Gheorghiu Mușatescu
Ecaterina „Kitty” Gheorghiu Mușatescu (n. 31 iulie 1907 - d. 29? mai 1990) a fost o actriță română de teatru și film. A fost soția dramaturgului Tudor Mușatescu (1903–1970) din 1939.

## Filmografie
- Titanic-Vals (1965) - Dacia
- Steaua fără nume (1966)